# Skuter za vodu
Skuter za vodu je rekreativno prevozno sredstvo za jednu osobu (stojeći i sedeći) ili za dve do četiri osobe (sedeći). Jet ski je ime modela kojeg je proizveo , ali je postalo opšte prihvaćeno kao naziv za sve skutere na vodi. Zbog njihove relativno niske cene te slobode i sigurnosti koju pružaju vlasnicima, jet skijevi su postali popularna vozila za rekreaciju, a obavezna dodatna oprema obuhvata sigurnosni prsluk i kacigu.

## Istorija
Prvi modeli jet skijeva počeli su se pojavljivati 1980ih. Jedan od prvih jet skijeva, Suzukijev "Wet-bike", konstruisan je po uzoru na motorne sanke za sneg, a njime se upravljalo prednjom skijom. Uskoro je Kawasaki na tržište izbacio manje i praktičnije, većinom stojaće modele koji su mogli postizati brzinu do 60 km/h. Nakon toga, na tržištu se pojavio i Yamahin model koji je postizao brzinu do 50 km/h. Jet skijevi su su ubrzo dosegli dužinu veću od 3 metra i težinu veću od 250 kg. Danas jet skijevi mogu razviti brzine veće od 140 km/h, zbog kojih su jetovi postali vrlo popularni, osim kao rekreativna vozila, i vozila za utrke koje se održavaju po celom svetu.

## Takmičenja

### Evropsko prvenstvo
Evropsko prvenstvo u jet skiju utemeljeno je 1987. godine i jedno je od najboljih serija brzinskih utrka. Prvenstvo se održava bez obzira na vremenske uslove. Ni jedna utrka do sad nije bila otkazana. Dva je puta utrka odgođena, ali se vozila istog dana.

### Alpe Adria Kup
Alpe Adria Kup je savez čije su članice Hrvatska, Slovenija i Austrija. Cilj mu je povećati interes za jet ski. Takođe, učesnicima je omogućeno takmičenje s reprezentativcima drugih zemalja. Deo kupa koji se vozi u Hrvatskoj obuhvata utrke na Čiču u Velikoj Gorici, Zadru, na novaljskoj plaži Zrće te u Pore

## Popis najpoznatijih proizvođača
Evropsko prvenstvo u jet skiju u Crikvenici
- Kawasaki (Jet-Ski™)
- Honda (AquaTrax™)
- Yamaha (WaveRunner™)
- Polaris (proizvodnja prestala)
- BRP Bombardier Recreational Products (SeaDoo)
- hsc racing (Hydrospace)

## Spoljašnje veze
- Službene stranice evropskog prvenstva u jet skiju Verzija originalne stranice arhivisana 5. septembra 2006.
- Alpe Adria Kup . Verzija originalne stranice arhivisana 16. avgusta 2006